# دیتمار شواگر
دیتمار شواگر (انگلیسی: Dietmar Schwager; ۱۵ اوت ۱۹۴۰ – ۲۰ نوامبر ۲۰۱۸) بازیکن فوتبال اهل آلمان بود.
از باشگاه‌هایی که در آن بازی کرده‌است می‌توان به باشگاه فوتبال کایزرسلاوترن اشاره کرد.